# Estigmene acria
Estigmene acria là một loài bướm đêm thuộc phân họ Arctiinae, họ Erebidae.